# Hypocrites imperialis
Hypocrites imperialis là một loài bọ cánh cứng trong họ Cerambycidae.